# Sony Ericsson K850

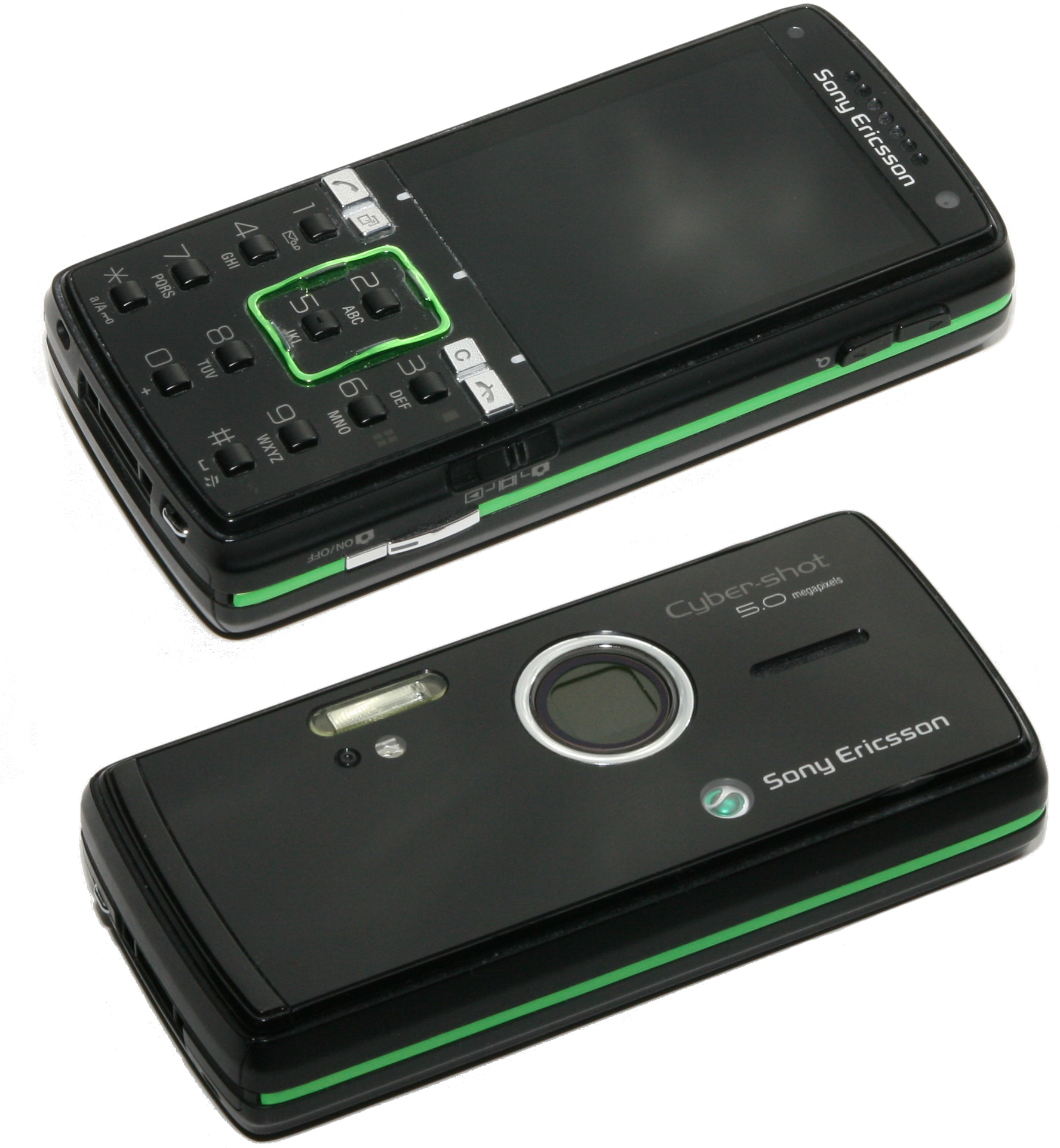
En Sony Ericsson K850 i färgen Luminous Green.

Sony Ericsson K850, eller K850i, var när den lanserades hösten 2007 Sony Ericssons första mobil med en kamera på 5 megapixlar, och den efterträdde de populära kameramobilerna K800 och K810 (som dock fortsatte tillverkas parallellt).
Bland nyheterna märks bland annat följande:
- En helt ny applikation för att hantera mediafiler, inspirerad av Sonys PSP.
- ActiveSync-stöd för synkronisering av till exempel kalendrar, telefonböcker och epostmeddelanden.
- En minneskortplats där kort av typerna Memory Stick Micro (M2) och microSD kan användas, dock ej samtidigt.
- Stöd för högre nedladdningshastigheter för datatrafik (HSDPA). K850 blev även Sony Ericssons första telefon med stöd för både UMTS och EDGE.
- Stöd för mediaöverföringsprotokollet MTP.

Flertalet av de här nyheterna lanserades samtidigt i modellerna Z750, W910 och K630.
Telefonen finns i färgerna Velvet Blue och Luminous Green. Till det yttre kan telefonen kännas igen på touchknapparna i nedre delen av skärmen, vilka används för att välja i menyerna etc. I stället för en traditionell styrspak eller vickbar platta för att navigera i telefonen har K850 en ringliknande knapp som löper runt sifferknapparna 2 och 5. Linsskyddet till kameran är motoriserat och kan öppnas med en särskild nedsänkt knapp bredvid slutarknappen.
Systermodellen K858c är till det yttre identisk med K850, men är avsedd för den kinesiska marknaden och saknar därför 3G-stöd och frontkamera för videotelefoni.

## Specifikationer
- Kamera
  - 5 megapixel
  - BestPic
  - Autofokus
  - Blixt
  - Funktion för reducering av röda ögon vid blixtfotografering
  - Bildstabilisator
  - 16x digital zoom
- Bluetooth med stöd för stereo-profilen A2DP
- PlayNow
- TrackID
- RSS-läsare
- 3G med stöd för Turbo-3G (HSDPA)
- EDGE
- E-post

- Storlek: 102×48×17 mm
- Vikt: 118 gr
- Färger: Svart med inslag av antingen grönt eller blått
- Skärm: 240×320 pixlar, 262 144 färgers TFT
- Minne: 40 MB telefonminne, Memory Stick Micro (M2)-stöd upp till 8 GB
- Nätverk: EDGE, GSM 850, UMTS 2100, UMTS 1900, HSDPA, UMTS 850, GSM 900, GSM 1800, GSM 1900, Prestanda, EDGE, GSM 850, UMTS 2100, UMTS 1900, HSDPA, UMTS 850, GSM 900, GSM 1800, GSM 1900
- (Källa: www.sonyericsson.se)